# Vinko Mamić
O. Vinko Mamić, OCD (Novi Sad, Vojvodina, Srbija 21. siječnja 1963.), hrvatski je katolički svećenik i teolog, karmelićanin.

## Životopis

### Mladost i obrazovanje
Rođen 21. siječnja 1963. u Novom Sadu, Srbija. Godine 1977. završio osnovnu školu u Petrovaradinu, a potom još dva razreda srednje škole u Novom Sadu. Zatim upisuje srednju elektrotehničku školu "Nikola Tesla", smjer telekomunikacije, koju je završio 1981. Sljedeće godine upisao je elektrotehnički fakultet u Novom Sadu.  
Godine 1986. stupio je u Red karmelićana i odmah potom upisao studij teologije na Katoličkom bogoslovnom fakultetu u Zagrebu. Pod vodstvom dr. Zvonimira Izidora Hermana diplomirao je 1993. s temom Lk 10, 42 u novijoj egzegezi. Rad je izabran za najbolji diplomski rad u akademskoj godini 1993./1994. i objavljen je pod istim naslovom u Bogoslovskoj smotri. Za svećenika zaređen 1993. godine.
Magistrirao je 2001. godine na Papinskom biblijskom institutu u Rimu. Doktorirao je 2011. godine iz biblijske teologije na Papinskom sveučilištu Gregoriana radnjom Matejev odgovor na problem ranokršćanskih misionara: značenje i svrha prispodobe o radnicima u vinogradu (Mt 20,1-16).

### Teološki i pastoralni rad
Od akademske godine 2002./2003. do 2005./2006. predavao mariologiju na Papinskom teološkom fakultetu i Papinskom institutu za duhovnost Teresianum u Rimu.
U svibnju 2008. izabran za provincijala Hrvatske karmelske provincije. Svake godine u ljetnim mjesecima u različitim gradovima SAD-a održava stručne konferencije, predavanja i seminare iz područja Svetog Pisma i duhovnosti.
Drugoga dana 43. plenarne skupštine Hrvatske konferencije viših redovničkih poglavara i poglavarica (27. listopada 2011.), održane u dominikanskom samostanu u Ivanićgradskoj ulici u Zagrebu, članovi i članice Konferencije izabrali su za svoga predsjednika o. Vinka Mamića, OCD, provincijala Hrvatske karmelske provincije Svetoga Oca Josipa.